# Musa ibn Musa
Musa ibn Musa o Musa ibn Musa ibn Fortún, llamado al-Qasawi (el Grande) (Arnedo, 785-Tudela, 862), fue un gobernador de al-Tagr al-Ala o Marca Superior de al-Ándalus (territorio correspondiente a Tudela, Huesca, Zaragoza y Lérida). Fue uno de los personajes más destacados de la familia Banu Qasi. Era hijo de Musa ibn Fortún y de Onneca, viuda de Íñigo Jiménez, el padre del futuro rey Íñigo Arista de Pamplona. Musa ibn Musa era bisnieto del conde Casio, que se convirtió al Islam tras la conquista musulmana de la península ibérica.

## Biografía
Permaneció, en general, fiel a Córdoba, sede del poder central, aunque en numerosas ocasiones dio la espalda al gobernador de Zaragoza y al emir cordobés. En 840 vivía en el castillo de Arnedo. Ese año se posiciona en contra del emir de Córdoba por el nombramiento de Al-Kulaby como gobernador de Tudela.
Aliado con su hermano cristiano por parte de madre, el rey pamplonés Íñigo Arista, y con el también cristiano conde sobrarbense, estuvo a punto de anexionarse asimismo el vilayato de Huesca en 840, lo que le hubiera proporcionado en la práctica todo el valle medio del Ebro.
Tras someterse a Abderramán II, este le reconoció valí de Arnedo en 843. Al año siguiente se sublevó de nuevo, pero consiguió el perdón.
Según relata Ibn al-Qutiyya en Ta'rīj iftitāh al-Andalus (Historia de la conquista de al-Ándalus), en 844-845, los normandos atacaron la península cerca de Sevilla y sembraron el pánico entre la población que buscó refugio en la cercana ciudad de Carmona. Abd al-Rahman movilizó las tropas para hacer frente al enemigo y «entre la gente de la Frontera llegó Musa ibn Qasi (sic)» después que el emir le recordara los vínculos y conversión de su antepasado el conde Casio. Ibn Hayyán, otro cronista árabe, relata los mismos acontecimientos y se basó en la obra de Ibn al-Qutiyya.
En 852 Abderramán II le hizo valí de Tudela y más tarde el nuevo emir Mohámed I le nombró valí de Zaragoza. De esta manera controlaba una gran parte de la Marca Superior, por lo que se autodenominaba "tertius regem d'Isbaniya" (tercer rey de España).
En 859 año en que García Iñiguez es preso por los normandos, decide atacar Pamplona conquistando un castillo y haciendo numerosos cautivos, aunque acaban siendo derrotados.
El poder central cordobés tuvo que valerse de la dinastía de los Tuyibíes para oponerse a Musa ibn Musa, hasta lograr reducirlo. 
Fundó una ciudad a la que llamó Qal'at Musa (en árabe: قلعة موسى‎), que significa «fortaleza de Musa» (la actual Calamocha).
Tuvo una pelea con su yerno Azrāq ibn Mantīl, casado con una hija cuyo nombre no es mencionado por las fuentes, en Guadalajara, falleciendo al llegar a Tudela el 26 de febrero de 862.

## Matrimonio y descendencia
Contrajo matrimonio en 820 con su sobrina Assona Íñiguez, hija de su medio hermano Íñigo Arista de Pamplona. Fueron padres de: 
- Lubb ibn Musa ibn Musa (m. 875), quien sucedió a su padre[7], casado con Ayab al-Bilatiyya, mujer noble árabe, de quien tuvo a Muhámmed ibn Lubb, casado y con descendencia, y de quien pudo haber tenido a Awriya bint Lubb ibn Musa, llamada Oria, casada con Fortún Garcés.
- Ismaíl ibn Musa (m. 889)[8]
- Mutarrif ibn Musa ibn Musa (m. 873),[8] gobernador de Pamplona, casado con Velasquita Garcés de Pamplona, hija de García Íñiguez de Pamplona, y su prima-hermana.
- Fortún ibn Musa (m. 874),[8] gobernador de Huesca en 862.
- Awriya bint Musa, también llamada Oria, casada con el vascón García (m. 859), padres de un hijo llamado Musa.[9]